# Uchwyt Herkulesa

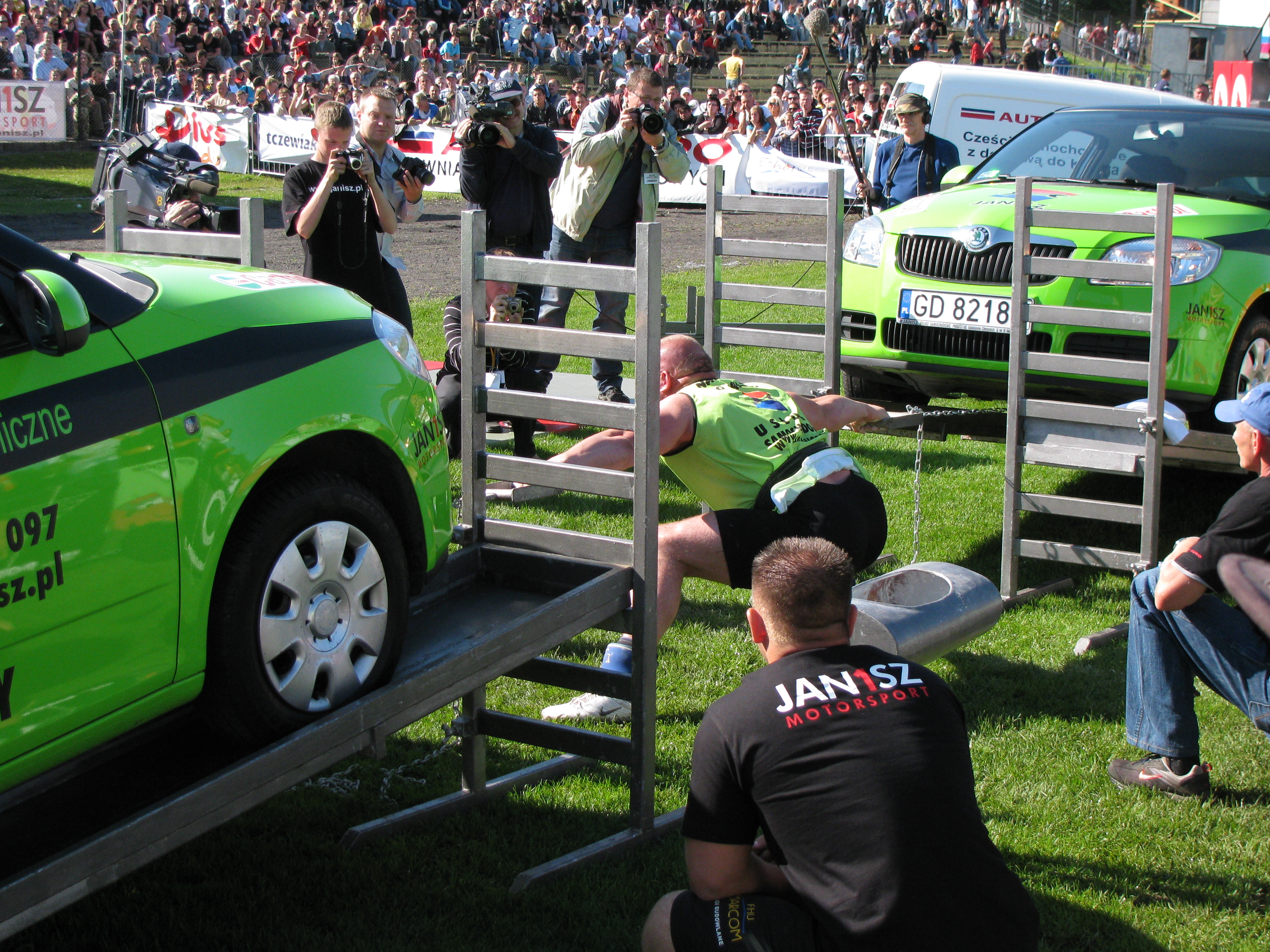
Uchwyt Herkulesa, wersja z samochodami.

Uchwyt Herkulesa (ang. Hercules Hold) – konkurencja zawodów siłaczy.

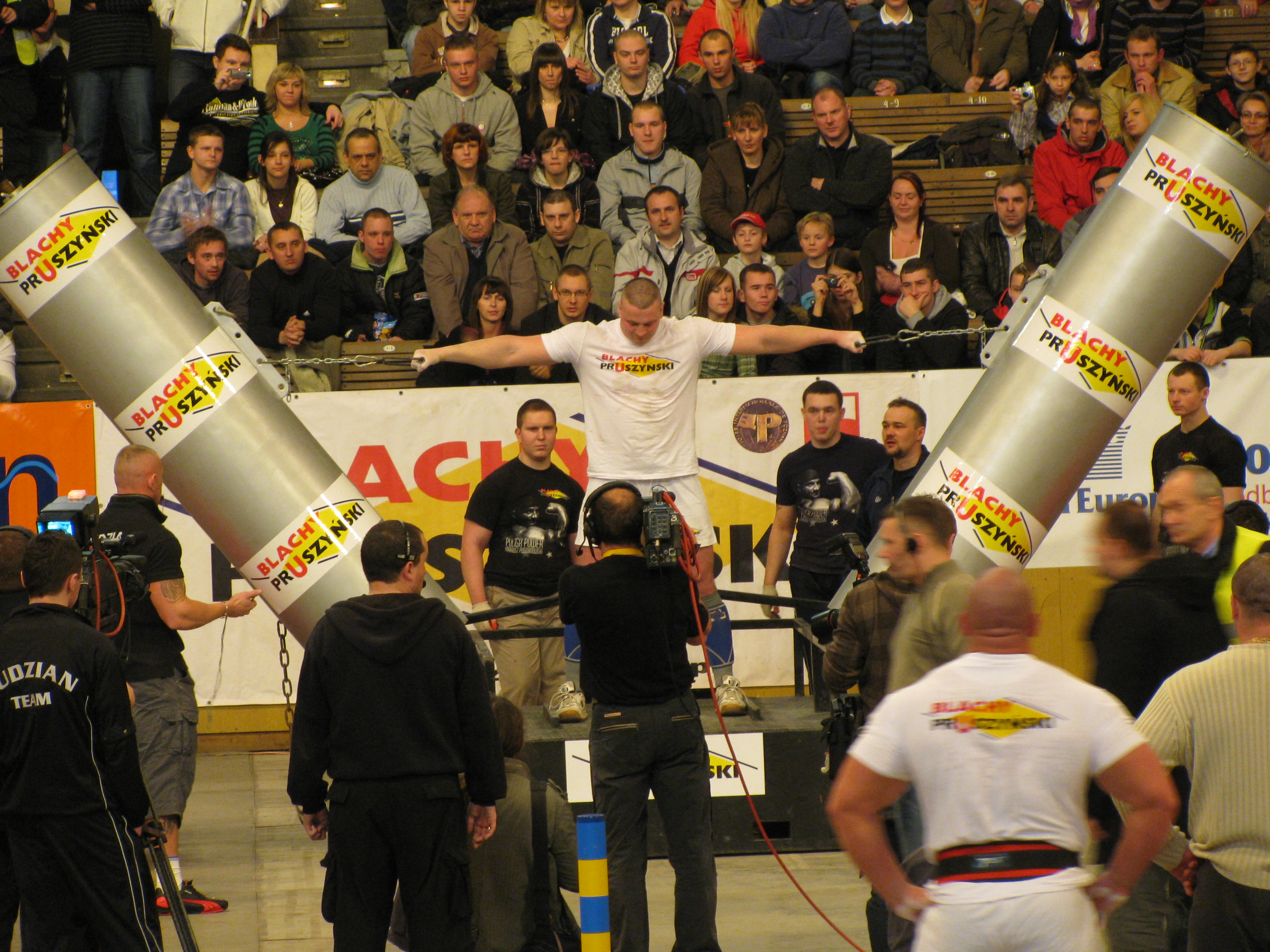
Uchwyt Herkulesa, wersja z kolumnami.

Zadaniem zawodnika jest utrzymanie, w jak najdłuższym czasie, dwóch jednakowych ciężarów o siłach działających równolegle na zewnątrz. Każda z dłoni zawodnika jest obciążona jednym ciężarem. Wypuszczenie z dłoni jednego lub obu ciężarów kończy konkurencję.
Konkurencja jest najczęściej rozgrywana w jednej z dwóch wersji obciążenia. W wersji pierwszej ciężarami są dwie rozchylające się kolumny, przymocowane przegubem do podłoża jedynie na dolnym końcu. W wersji drugiej obciążeniem są dwa samochody z kierowcami, staczające się na zewnątrz, z dwóch pochylni.